# Philip Kolb
Pour les articles homonymes, voir Kolb.
Philip Kolb, né le 29 août 1907 à Chicago et mort le 7 novembre 1992 à Urbana, est un universitaire américain spécialiste de la correspondance de Marcel Proust. Il est le maître d'œuvre du choix éditorial, de la présentation, de l'établissement des textes, des annotations et de la publication de la correspondance générale de Proust, parue en 21 volumes chez Plon de 1971 à 1993. Ce travail lui a demandé plus de cinquante années de recherches.

## Biographie
Philip Kolb étudie le français à partir de l'âge de seize ans à la Culver Military Academy, puis se rend en 1935 à Paris, où il passe une année en tant que boursier. Il y rencontre Suzy Mante-Proust, seule héritière de Marcel Proust et fille unique de Robert Proust, ainsi que de nombreux amis de l'écrivain. Robert Proust, qui a publié cinq volumes de la correspondance de son frère, vient de mourir. Pour sa thèse de doctorat à l'université Harvard, en 1938, Philip Kolb choisit donc comme sujet la correspondance de Proust.
Pendant la Seconde Guerre mondiale, il travaille comme officier de renseignement dans la marine à Miami, Londres et Bruxelles, ce qui lui vaudra plusieurs décorations.
Après la guerre, Philip Kolb enseigne la littérature française, du Moyen Âge au XXe siècle, à l'université de l'Illinois à Urbana-Champaign, où, pendant les années qui suivent, il dirige des thèses de doctorat sur Proust et sur d'autres auteurs. Parallèlement, il poursuit ses recherches sur les lettres de Proust. 
Il publie en 1949 son premier ouvrage aux Presses de l'université de l'Illinois, La correspondance de Marcel Proust : chronologie et commentaire critique, qui obtiendra le prix de la langue française de l'Académie française en 1951. Suzy Mante-Proust et les éditions Plon décident alors de lui confier la correspondance intégrale de Proust. 
Le premier volume de la Correspondance sort en 1971, lors du centenaire de la naissance de Proust. La publication des 21 volumes s'étend jusqu'en 1993. Elle comporte en tout à peu près 10 000 pages, ce qui correspond à environ 5 000 lettres rédigées entre 1880 et 1922.
Au moment de sa mort, en 1992, Philip Kolb achevait de corriger les épreuves du vingt et unième et dernier volume. Olivier Barrot, dans son émission Un livre, un jour consacrée au dernier volume de la Correspondance, y voit une forme de mimétisme avec les derniers jours de Proust. Par ailleurs, il rappelle que, selon Philip Kolb, l'ensemble de la correspondance publiée représente, au mieux, un dixième des lettres de Proust, qui pouvait en écrire jusqu'à dix-huit en une seule journée.

## Distinctions
- Chevalier de la Légion d'honneur, 1983
- Médaille de la Société des gens de lettres, 1985

## Publications

### Correspondance de Marcel Proust
- La correspondance de Marcel Proust : chronologie et commentaire critique, University of Illinois Press, Urbana, 1949
- Marcel Proust, Correspondance avec sa mère (1887-1905), Librairie Plon, 1953
- Marcel Proust et Jacques Rivière, Correspondance (1914-1922), Librairie Plon, 1955
- Marcel Proust, Lettres à Reynaldo Hahn, Éditions Gallimard, 1956
- Marcel Proust, Choix de lettres, Librairie Plon, 1965
- Marcel Proust, Lettres retrouvées, Librairie Plon, 1966
- Marcel Proust, Textes retrouvés. University of Illinois Press, Urbana, 1968
- Marcel Proust : Textes retrouvés, éd. augmentée. Cahiers Marcel Proust nouvelle série, 8, Éditions Gallimard, 1971
- Marcel Proust et Jacques Rivière, Correspondance (1914-1922), éd. augmentée et corrigée, Éditions Gallimard, 1976
- Marcel Proust, Le Carnet de 1908, Cahiers Marcel Proust, nouvelle série, 3. Éditions Gallimard, 1976
- Marcel Proust, Correspondance (1880-1922), 21 vol., Librairie Plon, 1971-1993

### Divers
- L'Indifférent, (nouvelle), Éditions Gallimard, Paris, 1978